# معركة قوصوه
معركة قوصوه (نسبة إلى قوصوه، كوسوفو حاليًا) هي معركة وقعت في 15 يونيو 1389 / 20 جمادى الآخرة 791 هـ بين جيش العثمانيين وجيوش الصليبيين المكونة من الجيش الصربي والألباني بقيادة ملك الصرب ستيفان أوروس الخامس. حدثت المعركة في مكان يسمى سهل قوصوه (كوسوفو حاليا) موقعها حوالي 5 كيلومترات (3.1 ميل) شمال غرب مدينة بريشتينا الحديثة.
انزعج ملوك أوروبا من توسعات الدولة العثمانية والتي كانت قد توغلت في القارة الأوربية حتى تاخمت حدود دولة الصرب والبلغار وألبانيا وأحاطت بالقسطنطينية من كل اتجاه، فأرسلوا إلى البابا يستنجدونه فدعا ملوك أوروبا لحروب صليبية جديدة. في تلك الأثناء قام ملك الصرب بمهاجمة أدرنة وكان مراد الأول غائبا عنها، فلما علم بأمر الهجوم عاد وحارب الصرب وهزمهم. واستمرت المناوشات بين العثمانيين والأوروبيين مدة من الزمن حتى عقد الصرب والبلغار صلحا مع الدولة العثمانية نظير حماية سنوية يدفعونها لهم. قام الصرب بنقض عهودهم وتحالفوا مع ألبانيا ضد العثمانيين ليلتقي الفريقان في قوصوه.
دارت المعركة بعنف وحمي الوطيس وتطايرت الرؤوس وظلت الحرب سجالاً حتى فرّ «فوك برانكوفيتش» ومعه عشرة آلاف فارس (وكان «فوك برانكوفيتش» صهراً لملك الصرب «لازار»)، والتحق بجيش المسلمين، فدارت الدائرة على الصرب وجُرح لازار وأُسر فقتله العثمانيون وانتصروا.
ظلت أهوال تلك المعركة ماثلة في وجدان الصرب حتى نهاية القرن العشرين عندما أعلن الرئيس اليوغوسلافي وقتها سلوبودان ميلوشيفيتش عام 1989 في خطاب ناري مليئ بالخلفية التاريخية إنهاء حالة الحكم الذاتي التي كان إقليم البوسنة والهرسك يتمتع بها حتى ذلك الحين مما عجل بإشعال الحرب الأهلية اليوغوسلافية عام 1991 بإعلان جمهوريتي سلوفينيا وكرواتيا الاستقلال عن الدولة الفيدرالية اليوغوسلافية فقامت حروب البلقان الجديدة ثم امتدت إلى البوسنة والهرسك ثم إلى كوسوفو ولم تنته تلك الحروب قبل التوصل إلى اتفاقيات وقعها الصرب اضطرارا وتقضي باستقلال كل تلك الجمهوريات وتفكيك دولة يوغوسلافيا القديمة.

## قبل المعركة
كان الجيش الصربي تحت قيادة الأمير لازار يتألف من قواته الخاصة، وهي وحدة يقودها النبيل الصربي فوك برانكوفيتش، ووحدة أرسلها من البوسنة الملك تفرتك الأول، بقيادة فلاتكو فوكوفيتش.
اجتمعت الجيوش في حقل كوسوفو. ترأس مراد الأول الجيش العثماني مع أبناءه بايزيد على يمينه ويعقوب على يساره. كان حوالي 1000 من الرماة في خط المواجهة في الأجنحة وخلفهم السلطان مراد الأول محاطا بحرسه من الفرسان؛ وأخيراً، كان هناك عدد قليل من القوات لحراسة خط الإمداد في المؤخرة.
كان الجيش الصربي بقيادة الأمير لازار الذي كان في مركز الجيش، فوك على اليمين وفلاتكو على اليسار. في مقدمة الجيش كان سلاح الفرسان الثقيل وسلاح الفرسان على الأجنحة، مع المشاة في العمق.

## مقتل السلطان مراد الأول
بينما كان السلطان مراد الأول يتفقد أرض المعركة إذا بنبيل صربي عُرف بـ(ميلوش أوبيليتش) يقول إنه يريد أن يلتقي بالسلطان ويشهر إسلامه وعند مقابلته للسلطان قام بطعنه بخنجره، فقُتل السلطان مراد الأول.

## نتائج المعركة
أدت هذه المعركة إلى دخول العثمانيين إلى صربيا ثم إلى أوروبا.
أدخل انتصار كوسوفا الساحق دول البلقان تحت الحكم الإسلامي لمدة خمسمائة عام.

## وصلات خارجية
- معركة قوص أوه 'كوسوفو الأولى'، مفكرة الإسلام